# Unicorn Wars
Unicorn Wars è un film d'animazione del 2022 diretto da Alberto Vázquez. 
Film di guerra splatter, premiato come miglior film d'animazione alla 37ª edizione dei Premi Goya. 

## Trama
In una foresta magica, gli unicorni e gli animali selvatici vivono in armonia. Un giorno gli orsi trovano tra le rovine di una chiesa un libro sacro della conoscenza, che permette loro di acquisire emozioni e intelligenza tali da formare la propria civiltà, evolvendosi nel tempo anche fisicamente fino ad assumere gli aspetti di orsacchiotti multicolori. Gli unicorni finiscono per esiliare gli orsi dalla foresta per la deforestazione da loro causata, generando una guerra tra le due razze. Gli orsi ritengono che il conflitto finirà quando il loro "prescelto" berrà il sangue dell'ultimo unicorno e un essere simile a Dio farà ritorno nel bosco.
Una nuova truppa di reclute viene addestrata dal sergente istruttore Caricias e indottrinata da un prete per imparare a odiare visceralmente e a uccidere gli unicorni. Tra loro ci sono i fratelli Gordi e Azulín; Azulín finge di proteggere Gordi e aspira a essere il soldato migliore nella speranza di diventare il prescelto, sviluppando per questo risentimento nei confronti della miglior recluta della truppa, Coco. Segretamente, Azulín è geloso del fratello per il fatto che Gordi sia nato poco prima di lui e per questo è sempre stato il favorito della madre. Ha anche ucciso la madre avvelenandole la limonata , in quanto geloso del fatto che la genitrice avesse lasciato il padre per un altro.
Le truppe vengono inviate nella foresta alla ricerca di una squadra scomparsa, guidate da Caricias e dal prete. Si imbattono in delle lucciole e il sacerdote avverte il gruppo che le scritture impongono di non mangiarle, ma Caricitas ordina di farlo comunque. Gli insetti si rivelano allucinogeni e causano nelle truppe visioni raccapriccianti che costano la vita a due reclute. Successivamente trovano i resti mutilati della squadra scomparsa e, alla vista, il sergente Caricias impazzisce. Dopo aver incontrato un unicorno solitario lo uccidono, combattendo poi con altri unicorni apparsi in un secondo momento, e sopravvivono solo Azulín, Gordi e Coco. Fuori di sé dalla rabbia, Azulín uccide il ferito Coco e divora il suo cadavere.
I fratelli trovano altri due unicorne, María e Laura. Azulín ferisce gravemente la prima ma, prima che possa ucciderla, viene incornato da Laura, cadendo in un fiume e restando sfigurato nella parte destra nel volto. Trascinato dalla corrente, viene ritrovato da un'altra truppa. Azulín viene ricoverato e promosso a tenente per ispirare gli altri soldati come eroe, ottenendo una maschera con cui coprire la metà del viso sfigurata. Frattanto, Gordi ha pietà di María e la cura. María gli rivela di essersi imbattuta nella chiesa, ora occupata dalle scimmie.
Azulín diventa così popolare tra i soldati che guida un colpo di stato, uccidendo i leader militari e organizzando l'esercito per un ultimo grande assalto con cui radere al suolo la foresta, venendo affrontati da tutti gli unicorni. Nella brutale battaglia finale, vengono uccisi tutti tranne i due fratelli e María. Azulín inizialmente si ricongiunge con Gordi ma, quando si accorge della sua vicinanza con María, si infuria e li uccide entrambi, bevendo il sangue di María per adempiere alla profezia. Tuttavia, il corpo di María si trasforma in un mostro informe che lo uccide e divora lui e il corpo di Gordi. La creatura si trasforma dell'essere divino predetto, ovvero un essere umano, che guida le scimmie a governare il mondo.

## Produzione
Alberto Vázquez ha dichiarato di essersi principalmente ispirato ad Apocalypse Now, Bambi e la Bibbia. Il progetto è stato presentato nel panel "Work in Progress" del 45º Festival internazionale del film d'animazione di Annecy. Si tratta di una coproduzione franco-spagnola di Abano Producións SL, Uniko Estudio Creativo SL, Unicorn Wars AIE, Autour de Minuit, Productions SARL e Schmuby Productions SAS. Ha ricevuto finanziamenti da Eurimages.

## Distribuzione
Il film è stato presentato al 46º Festival internazionale del film d'animazione di Annecy il 16 giugno 2022, come parte del concorso ufficiale del festival.  Distribuito da Barton Films, il film è uscito nelle sale in Spagna il 21 ottobre 2022. È uscito nelle sale francesi il 28 dicembre 2022 per UFO Distribution.

## Accoglienza

### Critica
Su Rotten Tomatoes, il film ha una valutazione dell'84% sulla base di 31 recensioni di critici con una valutazione media di 7,20/10.

## Riconoscimenti
- 2023 - Premio Goya
  - Miglior film d'animazione